# Laothoe intermedia
Laothoe intermedia är en fjärilsart som beskrevs av Gehlen. 1934. Laothoe intermedia ingår i släktet Laothoe och familjen svärmare. Inga underarter finns listade i Catalogue of Life.